# Pismo protosynajskie

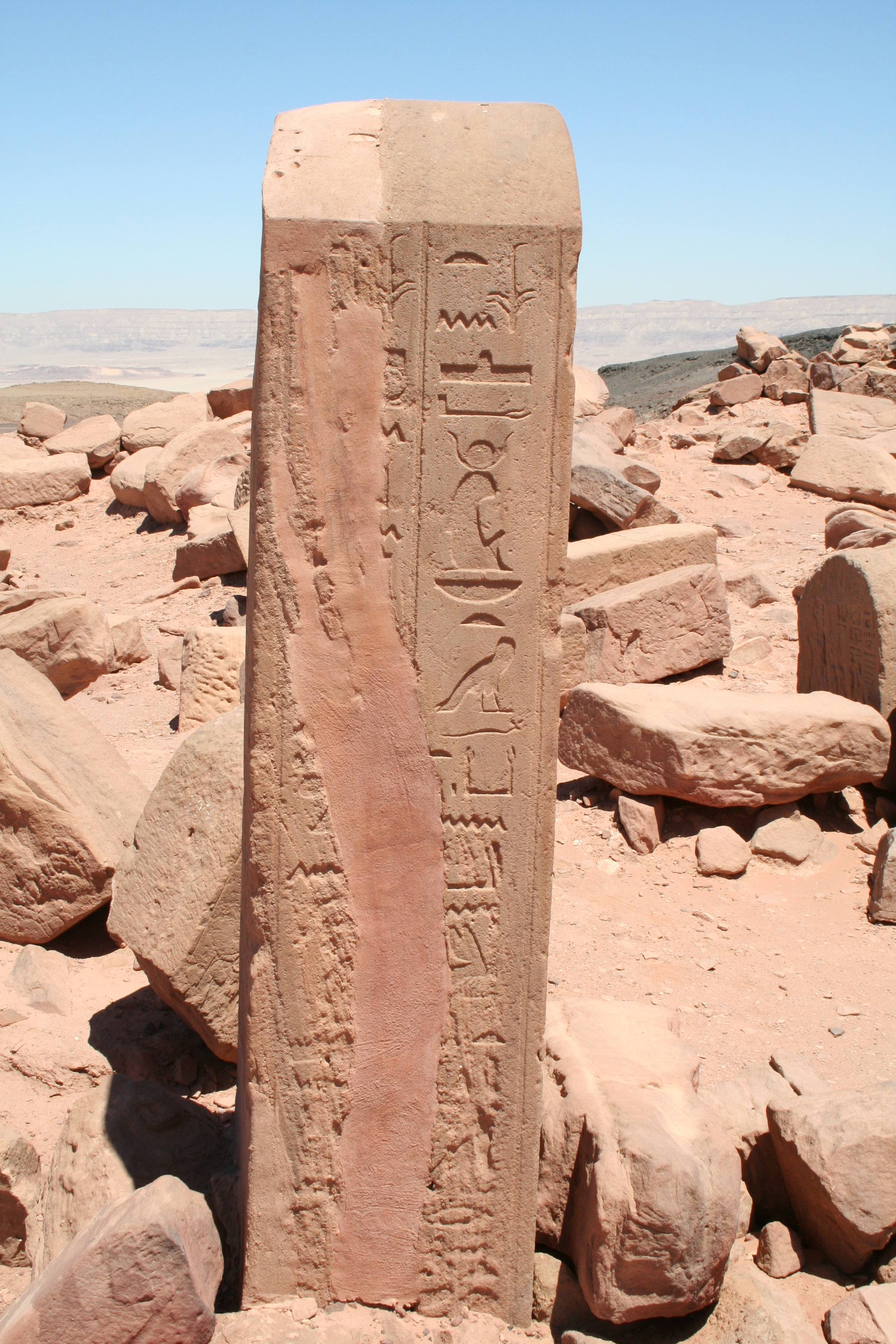
Pozostałości świątyni Hathor

Pismo protosynajskie – pismo alfabetyczne pochodzące z pierwszych wieków II tysiąclecia p.n.e., stanowiące pośrednią fazę rozwoju pisma między hieroglifami a alfabetem semickim. Zostało ono odkryte na początku XX wieku przez Hildę i Williama Petrie w okolicach miejscowości Sarabit al-Chadim. Jego nazwa pochodzi od miejsca odkrycia pierwszych inskrypcji na Synaju, ale używano go też na obszarze Palestyny. 
Zachowało się ponad 50 inskrypcji zawierających pismo protosynajskie. Jest ono uważane za najstarsze pismo posiadające cechy alfabetyczności.

## Historia odkrycia
W latach 1904–1905 Hilda i William Flinders Petrie odkryli inskrypcje znajdujące się na skałach w okolicy świątyni Hathor, egipskiej bogini nieba. Odkrycia dokonano w Sarabit al-Chadim w Wadi Maghara na południu Synaju. Większość tych inskrypcji zapisano hieroglifami, jednak niektóre zostały zapisane przy użyciu ograniczonej ich liczby w języku innym niż egipski, prawdopodobnie należącym do grupy języków semickich. Ponieważ pismo to używa 30 znaków, uważa się, że chodzi o pismo alfabetyczne.
W roku 1993 John Darnell odkrył dwie inskrypcje wyryte na wapiennej skale Wadi al-Hôl niedaleko Luksoru. Kształt liter tych inskrypcji jest niemal identyczny z napisami z Sarabit al-Chadim. Odkrycie to potwierdziło używanie pisma protosynajskiego poza Synajem.
W roku 2009 w kopalni miedzi w Timnie w Wadi Arawah na izraelskim Negewie odnaleziono dwie inskrypcje naskalne zaliczane do inskrypcji protokananejskich zawierające znaki podobne do protosynajskich. Datowane są one na okres późnego brązu.

## Próba odczytu

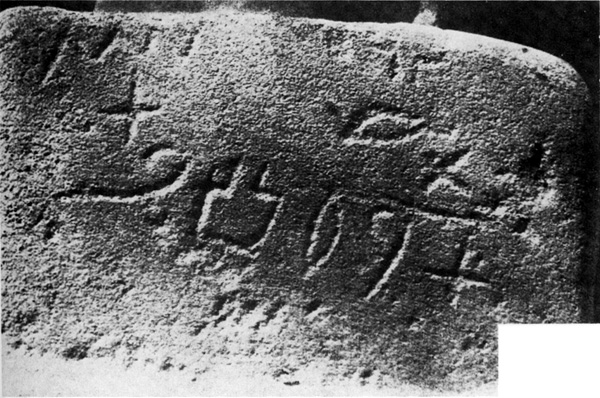
System znaków pisma protosynajskiego odczytany jako b'lt

W 1916 roku brytyjski egiptolog Alan H. Gardiner zauważył, że z formy graficznej znaków pisma protosynajskiego można wywieść większość liter alfabetu fenickiego. Na podstawie tego odczytał często powtarzającą się grupę znaków jako b'lt – ba'alat, czyli „Pani” – semicki odpowiednik pojawiającego się w inskrypcjach hieroglificznych imienia bogini Hathor. Mimo starań nie odczytano jednak ani jednego wyrazu więcej. Podejmowane próby odczytu, takie jak zaproponowana przez Williama Albrighta, nie spotkały się z powszechną akceptacją.
Znaki pisma protosynajskiego pisane były, podobnie jak egipskie hieroglify, w pionowych kolumnach lub poziomych liniach. Najprawdopodobniej czytano je od prawej do lewej. Ponieważ inskrypcje w większości zostały wykute w skale, nie można określić ich wieku. Zaledwie dwa napisy powstały na zabytkach kamiennych, na figurce sfinksa i na posążku znalezionym w świątyni Hathor. Na podstawie badań cech stylistycznych ustalono, że kamienne zabytki powstały albo w okresie Średniego Państwa (XII dynastia, 1991–1785 r. p.n.e.), albo za panowania faraon Hatszepsut (Nowe Państwo, XVIII dynastia, 1479–1458 r. p.n.e.). Nie oznacza to jednak, że napis musiał powstać w tym samym czasie co figurki, gdyż mógł zostać wyryty na figurkach później. Alan Gardiner uznawał, że teksty z Sarabit al-Chadim pochodzą z okresu Średniego Państwa. Inskrypcje wykonali prawdopodobnie Semici z Kanaanu pracujący w synajskich kopalniach. Są one datowane na drugą połowę XIX w. p.n.e. w czasie panowania Amenemhata III. 
Inskrypcje z Wadi al-Hôl datowane są na końcowy okres Średniego Państwa (pierwsza połowa XVIII wieku p.n.e. – okres XIII dynastii).

## Znaczenie
Mimo nieznanej dokładnej daty powstania alfabet protosynajski jest uznawany za przodka alfabetu fenickiego, gdyż stanowi pośrednie stadium rozwoju pisma pomiędzy hieroglifami egipskimi a alfabetem semickim. Pismo protosynajskie wskazuje, że pismo alfabetyczne powstało w środowisku semickim. Odkrycia z Wadi al-Hôl i Timny dowiodły, że pismo protosynajskie zostało przeniesione do Kanaanu (gdzie rozwijało się dalej) jak również do Egiptu (gdzie jednak zanikło). Maurice Sznycer zwrócił uwagę, że nazwy liter alfabetu fenickiego odpowiadają rysunkowym znakom protosynajskim posiadającym tę samą wartość fonetyczną.